# Holistyczna edukacja seksualna
Holistyczna edukacja seksualna (ang. holistic sexuality education), także kompleksowa lub całościowa edukacja seksualna (ang. comprehensive sex education, CSE) – sposób nauczania edukacji seksualnej oparty na programie nauczania, którego celem jest przekazanie uczniom wiedzy, postaw, umiejętności i wartości, które pozwolą im dokonywać właściwych i zdrowych wyborów w życiu seksualnym. Założeniem takiego podejścia jest to, że powstrzyma uczniów przed zarażeniem się chorobami przenoszonymi drogą płciową w przyszłości, w tym HIV i HPV. Założeniem CSE jest również ograniczenie nieplanowanych i niechcianych ciąż, jak również obniżenie wskaźników przemocy domowej i seksualnej, przyczyniając się w ten sposób do rozwoju zdrowszego społeczeństwa, zarówno pod względem fizycznym, jak i psychicznym.
Całościowa edukacja seksualna ostatecznie promuje abstynencję seksualną jako najbezpieczniejszy wybór seksualny dla młodych ludzi. Jednakże programy nauczania i nauczyciele CSE pozostają zobowiązani do przekazywania uczniom wiedzy na tematy związane z przyszłą aktywnością seksualną, takie jak wiek zgody, bezpieczny seks, antykoncepcja, czyli: środki kontroli urodzeń, aborcja i stosowanie prezerwatyw. Obejmuje to również dyskusje promujące bezpieczeństwo zachowań, takie jak komunikowanie się z partnerami i poszukiwanie testów na obecność zakażeń przenoszonych drogą płciową. Ponadto, kompleksowe programy edukacji seksualnej mogą obejmować dyskusje dotyczące efektów ciąży, takich jak macierzyństwo, adopcja i aborcja. Najpowszechniej akceptowaną korzyścią płynącą z korzystania z kompleksowej edukacji seksualnej zamiast edukacji seksualnej opartej wyłącznie na abstynencji jest to, że CSE zdaje sobie sprawę, że populacja uczniów będzie w przyszłości aktywna seksualnie. Przyznając to, CSE może zachęcić uczniów do planowania z wyprzedzeniem, aby podejmować jak najzdrowsze decyzje seksualne. Ten sposób uzbrajania uczniów w celu jak najskuteczniejszego przetrwania ich przyszłych doświadczeń seksualnych leży u podstaw większości tematów w ramach CSE, obejmujących prezerwatywy, antykoncepcję i umiejętności odmawiania.

## Holistyczna, a całościowa edukacja seksualna
Tak zwane „całościowe” programy uwzględniają abstynencję jako opcję, ale obejmują również antykoncepcję i bezpieczne praktyki seksualne. Programy holistycznej edukacji seksualnej obejmują elementy w nich zawarte, ale także umieszczają je w szerszej perspektywie rozwoju osobistego i seksualnego, praw seksualnych i prawa do edukacji.
Holistyczna edukacja seksualna opiera się na szeroko pojętej seksualności, która nie skupia się wyłącznie na aspektach biologicznych. Podkreśla się w niej raczej, że edukacja seksualna oznacza poznawcze, emocjonalne, społeczne i interaktywne aspekty seksualności, jak i aspekty czysto fizyczne. Jej głównym celem jest seksualność jako pozytywny element potencjału ludzkiego oraz źródło satysfakcji i przyjemności. Zapotrzebowanie na wiedzę i umiejętności niezbędne do zapobiegania chorobom seksualnym, chociaż jasno zidentyfikowane, zajmuje drugie miejsce w tym ogólnie pozytywnym podejściu. Ponadto podkreśla się w nim, że edukacja seksualna powinna opierać się na międzynarodowo akceptowanych prawach człowieka i prawie do wiedzy, które jest niezbędne, zanim będzie można zapobiegać złemu stanowi zdrowia.

## Standardy edukacji seksualnej według WHO

### Zasady
Według opublikowanych przez WHO „Standardów edukacji seksualnej w Europie” holistyczna edukacja seksualna powinna opierać się na następujących zasadach:
1. Edukacja seksualna powinna być dostosowana do wieku, stopnia rozwoju młodych osób i zdolności rozumienia, a także do kultury, z jakiej się wywodzą, uwzględniając społeczno-kulturową tożsamość płci. Powinna też odnosić się do rzeczywistej sytuacji, w jakiej żyją młodzi ludzie.
2. Edukacja seksualna oparta jest na prawach człowieka (seksualnych i reprodukcyjnych).
3. Edukacja seksualna oparta jest na koncepcji holistycznie rozumianego dobrostanu, w tym zdrowia.
4. Edukacja seksualna jest trwale oparta na równości płci, samostanowieniu i akceptacji różnorodności.
5. Edukacja seksualna rozpoczyna się w momencie narodzin.
6. Edukację seksualną należy rozumieć jako wkład w kierunku sprawiedliwego i samostanowiącego społeczeństwa, zarówno w odniesieniu do jednostek, jak i wspólnoty.
7. Edukacja seksualna oparta jest na aktualnych/sprawdzonych informacjach naukowych.

Co więcej, według WHO, podczas prowadzenia zajęć z edukacji seksualnej należy pamiętać o poniższych zasadach:
- Edukacja seksualna powinna odbywać się w sposób interaktywny.

Interaktywna wymiana między nauczycielami/wychowawcami i osobami tworzącymi programy nauczania z jednej strony oraz uczniami z drugiej ma miejsce na wielu poziomach i rozpoczyna się przez zrozumienie faktu, iż uczniowie powinni być traktowani jako partnerzy w edukacji seksualnej. Należy brać pod uwagę ich doświadczenia seksualne, potrzeby i życzenia, ponieważ mają one zasadnicze znaczenie w trakcie opracowywania tematów i zagadnień, które powinny zostać przedstawione w czasie zajęć edukacji seksualnej.
- Edukacja seksualna powinna być prowadzona w sposób ciągły i opierać się na zrozumieniu faktu, iż proces rozwoju seksualności trwa przez całe życie.

Edukacja seksualna bowiem nie jest pojedynczym zdarzeniem, ale stanowi całościowy proces oparty na zmieniającej się sytuacji życiowej uczących się. Z faktem tym jest ściśle związana koncepcja dopasowania edukacji seksualnej do wieku: tematy powinny powtarzać się, ale związane z nimi informacje powinny być dostosowane do wieku i stopnia rozwoju uczniów. Powinno zapewnić się usługi zdrowotne i doradztwo odpowiadające potrzebom osób w wieku młodzieńczym, równocześnie powinny one być łatwo dostępne i poufne. Młodzi ludzie powinni wiedzieć o nich. Równocześnie powinny być one oparte na obopólnym zaufaniu i szacunku, tak aby uczniowie czuli, iż mają możność skorzystania z tego typu opieki i pomocy w sytuacji, kiedy jest to konieczne.
- W trakcie prowadzenia ciągłej edukacji seksualnej konieczne jest jej uzupełnienie w sposób wielodyscyplinarny.

Edukacja seksualna w szkole powinna być powiązana z innymi sektorami przez ustalenie współpracy z partnerami w szkole i poza nią, np. usługami zdrowotnymi i doradczymi. W węższym znaczeniu mającym zastosowanie w szkole edukacja seksualna powinna być prowadzona w sposób interdyscyplinarny lub w ramach różnych programów nauczania. W trakcie nauczania różnych przedmiotów można przedstawiać rozmaite, ale równie ważne zagadnienia dotyczące edukacji seksualnej.
- Edukacja seksualna nie odbywa się w próżni, ale jest w ścisły sposób związana ze środowiskiem, w którym żyją uczniowie, a także jest skierowana do konkretnych grup docelowych. W związku z tym edukacja seksualna powinna być ukierunkowana i kłaść nacisk na potrzeby uczniów.

W związku z tym edukacja seksualna powinna być ukierunkowana i kłaść nacisk na potrzeby uczniów. Uczniowie bardzo się różnią ze względu na swoje pochodzenie społeczne i kulturowe, co powinno znaleźć odpowiednie odzwierciedlenie (w tym przypadku nie ma miejsca zastosowania zasada „wszystkim odpowiada to samo”). Wiek, płeć, pochodzenie społeczne, orientacja seksualna, okres rozwoju, charakter i zdolności uczniów również stanowią istotne czynniki. Szersze ramy edukacji seksualnej zapewniane są przez konkretne programy nauczania, które mają określony zakres i cele, opierając się na powszechnych prawach człowieka.
- Edukacja seksualna zakłada także ścisłą współpracę z rodzicami i społeczeństwem w celu stworzenia przyjaznego środowiska.

Rodzice są zaangażowani w prowadzoną w szkole edukację seksualną, co oznacza, iż są oni poinformowani wcześniej o jej rozpoczęciu. Daje im to możliwość wyrażania własnych życzeń oraz zastrzeżeń. Szkoła i rodzice nawzajem wspierają się w procesie ciągłego wychowania seksualnego. Korzystna jest również współpraca z innymi osobami i instytucjami mającymi istotną rolę w procesie edukacji seksualnej (społeczne i kościelne organizacje młodzieżowe, opieka społeczna, usługi zdrowotne i doradztwo, grupy religijne).
- Edukacja seksualna opiera się na wrażliwości płciowej, tak aby różnorodne, uzależnione od płci potrzeby i zainteresowania zostały odpowiednio ukierunkowane.

Na przykład różnice związane z tożsamością płciową, z uczeniem się lub radzeniem sobie z kwestiami dotyczącymi seksualności znajdowały odbicie w wyborze odpowiednich metod. Jedną z możliwości jest czasowe rozdzielenie chłopców i dziewcząt w trakcie zajęć ich dotyczących, jak również wyznaczenie zespołu nauczycieli, w skład którego wchodzi jeden mężczyzna i jedna kobieta.

### Cele
Holistyczna edukacja seksualna ma na celu uzyskanie następujących rezultatów:
1. Stworzenie społecznego klimatu tolerancji, otwartości i szacunku w odniesieniu do seksualności, różnych stylów życia, postaw i wartości.
2. Respektowanie różnorodności seksualnych, różnorodności związanych z płcią i świadomości dotyczącej tożsamości seksualnej i ról przypisywanych płciom.
3. Umacnianie ludzi w dokonywaniu świadomych wyborów w oparciu o zrozumienie i odpowiedzialne zachowania zarówno w odniesieniu do siebie, jak i partnera. Zapewnia świadomość i wiedzę dotyczącą ludzkiego ciała, jego rozwoju i funkcjonowania, zwłaszcza w odniesieniu do seksualności.
4. Uświadomienie i zdobycie wiedzy na temat ludzkiego ciała
5. Zapewnienie zdolności do rozwoju jako jednostki seksualnej, nauczenie się wyrażania uczuć i potrzeb, doświadczania w przyjemny sposób seksualności i rozwinięcia ról płciowych i tożsamości seksualnej.
6. Umożliwienie zdobycia odpowiednich informacji o fizycznych, kognitywnych, społecznych, emocjonalnych i kulturowych aspektach seksualności, antykoncepcji, zapobieganiu chorobom przenoszonym drogą płciową i HIV, a także wymuszeniach seksualnych.
7. Zapewnienie koniecznych umiejętności życiowych umożliwiających radzenie sobie z seksualnością i związkami.
8. Zapewnienie dostępu do informacji i poradnictwa oraz usług medycznych, zwłaszcza w przypadku problemów i pytań dotyczących seksualności.
9. Prowadzenie rozważań na temat seksualności i różnych norm i wartości w odniesieniu do praw człowieka mającego na celu rozwój własnego krytycznego podejścia.
10. Umożliwienie budowania związków, w których istnieje obopólne zrozumienie, związków opartych na równości oraz szacunku dla potrzeb innych osób i wyznaczonych przez nie granic. To z kolei przyczynia się do zapobiegania wykorzystywaniu seksualnemu i przemocy.
11. Rozwój zdolności komunikowania się na temat seksualności, emocji i związków, jak również znajomość właściwego języka umożliwiającego komunikacje w tym zakresie.

## Korzyści
Badania wykazały, że kompleksowa edukacja seksualna jest bardziej skuteczna niż brak nauczania lub otrzymywanie nauczania tylko na temat abstynencji. Świadomość, że ludzie mogą uprawiać seks przedmałżeński, zamiast ignorować ten fakt (za co często krytykowana jest edukacja oparta tylko na abstynencji), pozwala nauczycielom przekazywać uczniom informacje niezbędne do bezpiecznego prowadzenia ich przyszłego życia seksualnego. 
Co więcej, edukacja seksualna zwiększa świadomość o różnorodności ludzi, tworząc przyjazne i tolerancyjne społeczeństwo. Umacnia ludzi w dokonywaniu świadomych wyborów w oparciu o zrozumienie i odpowiedzialne zachowania, zarówno w odniesieniu do siebie, jak i partnera. Dzięki szerzeniu wiedzy, zmniejsza ryzyko zakażenia się chorobami przenoszonymi drogą płciową oraz minimalizuje ilość niechcianych ciąż u dorosłych, czy nieletnich.